# Pietersit

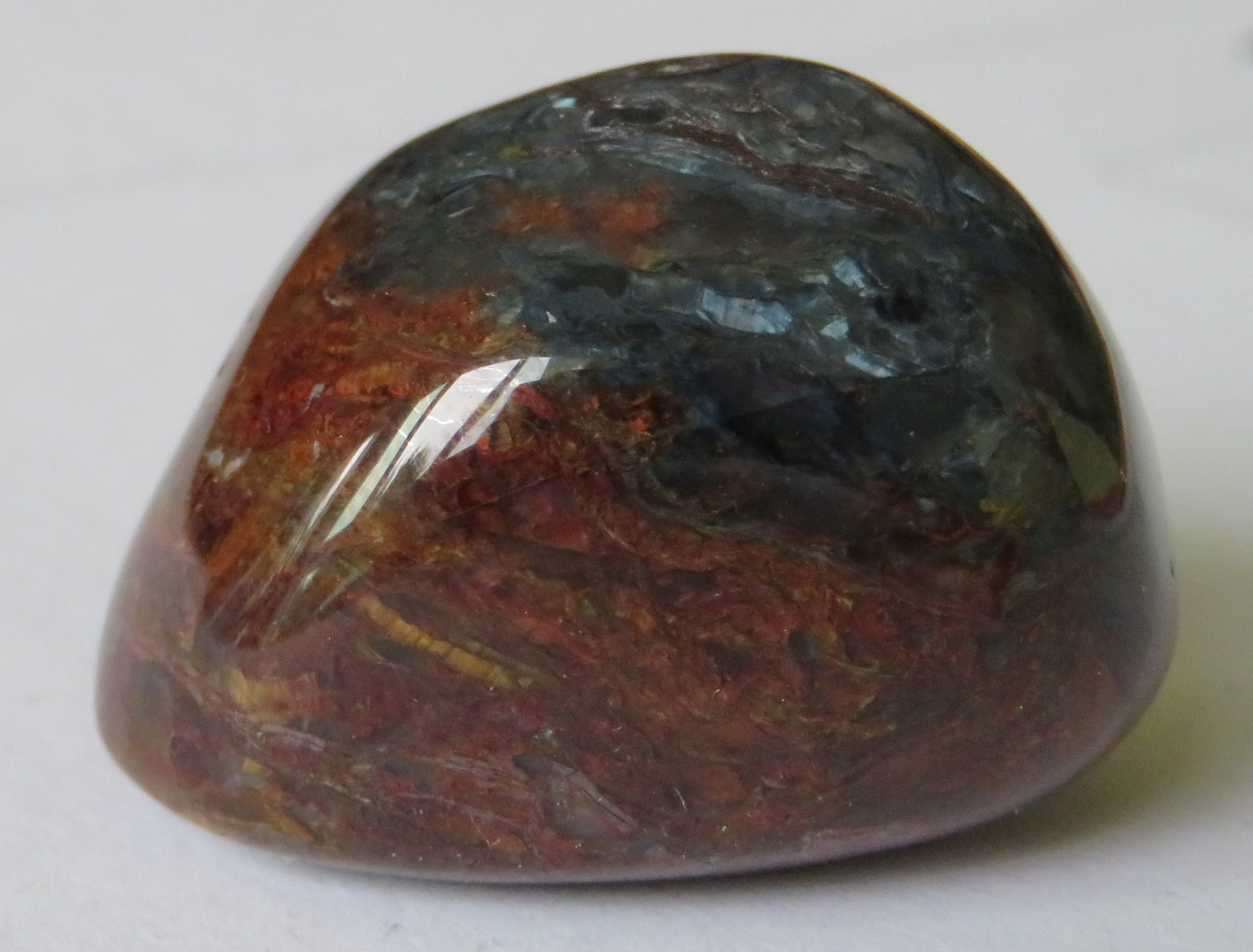
Pietersit, hier zu einem Handschmeichler geschliffen

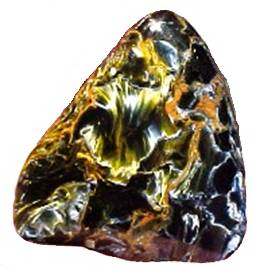
Afrikanischer Pietersit

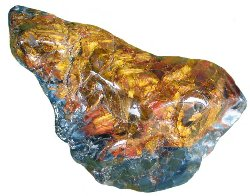
Chinesischer Pietersit

Pietersit ist die Handelsbezeichnung für ein brekzienartiges Gemenge aus Falkenauge und Tigerauge von dunkelblaugrauer bis braungelber Farbe und damit definitionsgemäß ein Gestein.
Entdeckt wurde Pietersit 1962 durch Sidney „Sid“ Pieters in Südwestafrika (heute Namibia), und nach ihm ist der Stein auch benannt. Als genauer Fundort wird die Hopewell Farm angegeben, die etwa 40 km nordöstlich der Gemeinde Outjo in der Region Kunene liegt. Der bisher einzige weitere bekannte Fundort (Stand 2017) ist Nanyang in der chinesischen Provinz Henan, wo Pietersit 1993 entdeckt wurde.
Pietersit wird ausschließlich als Schmuckstein verwendet und im Cabochon- oder Tafelschliff angeboten sowie zu kunstgewerblichen Gegenständen verarbeitet.
Anderen Quellen zufolge wird Pietersit als Varietät von Chalcedon mit faserigen Einschlüssen von Amphibol-Mineralen beschrieben. Falken- und Tigerauge sind allerdings wie Chalcedon mikrokristalline Varietäten von Quarz, enthalten also die gleiche Grundsubstanz, und die bei Tiger- und Falkenauge eingelagerten Krokydolith- beziehungsweise Hornblendefasern gehören zur Gruppe der Amphibole.